# La Grenouille (Torricini)
La Grenouille est une fontaine sculptée de Claude Torricini installée en 1987. C'est l'une des œuvres d'art de la Défense, en France.

## Description
L'œuvre, située dans le quartier d'affaires de La Défense, sur la commune de Puteaux (Hauts-de-Seine), représente une grenouille monumentale de bronze posée sur un socle de granit. Sa gueule ouverte contient une petite grenouille qui sert de « fontaine à boire ».

## Historique
La Grenouille de Torricini est installée en 1987.